# 圣胡安圣马丁
圣马丁竞技俱乐部（Club Atlético San Martín），一般稱為圣胡安圣马丁，阿根廷圣胡安省圣胡安市的一个足球俱乐部。